# Aspalathus sericea
Aspalathus sericea là một loài thực vật có hoa trong họ Đậu. Loài này được Bergius miêu tả khoa học đầu tiên.